# 范迪門地
范迪門地（Van Diemen's Land）是英國殖民澳洲時期，塔斯馬尼亞的名稱。荷蘭航海家阿貝爾·塔斯曼在1642年發現該島，以他的資助人、當時的荷屬東印度總督安東尼·范·迪門為其命名。

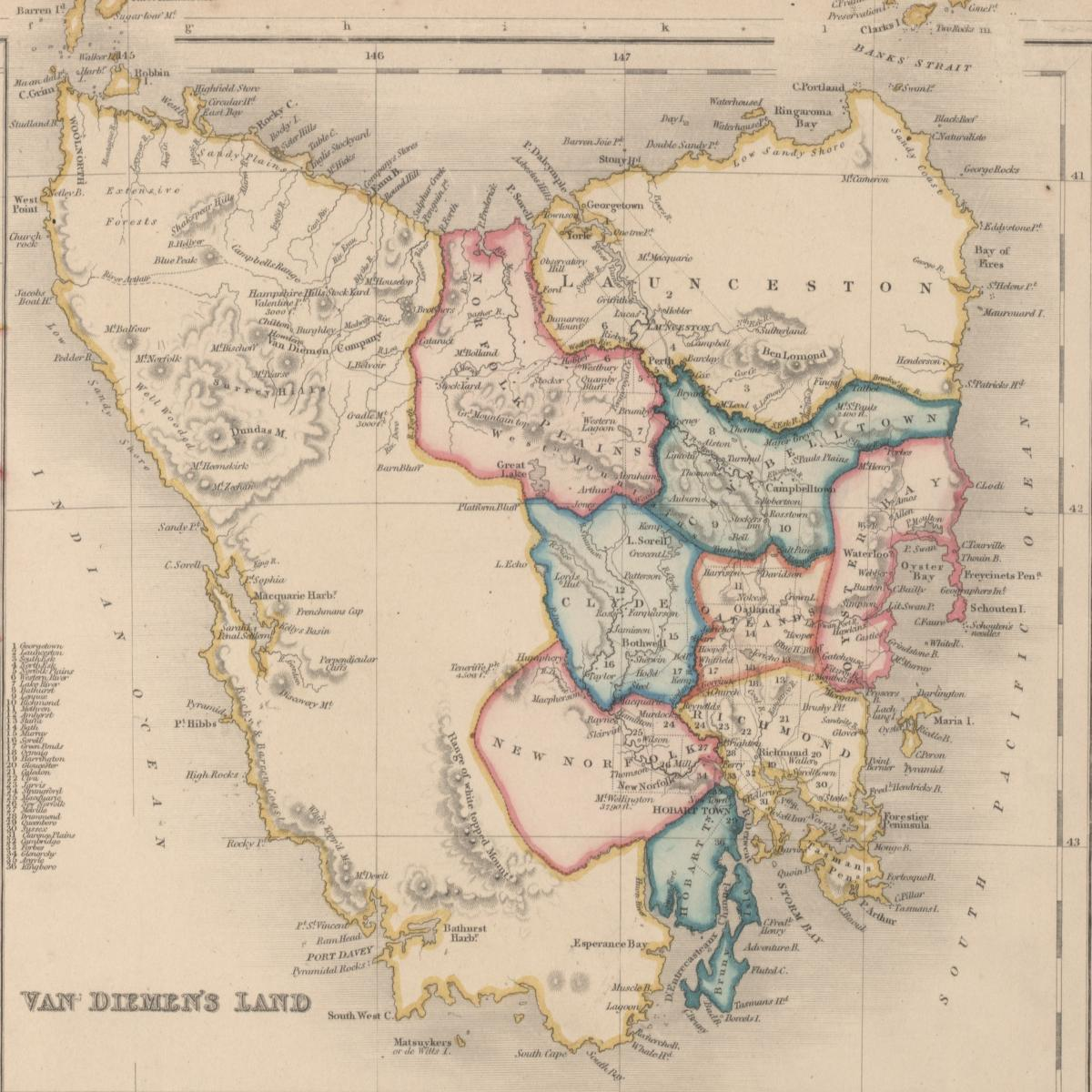
范迪門地，1852年地圖

范迪門地於1803年成為英國殖民地，原屬新南威爾斯管轄，1825年成為獨立的直轄殖民地。范迪門地在殖民時期是著名的英國罪犯流放地之一，許多十九世紀的重罪犯在這期間被送進島上的亞瑟港監獄。1856年范迪門地獲得自治權，並被重新命名為塔斯馬尼亞。